# Горрини, Луиджи
Луиджи Горрини (итал. Luigi Gorrini; 12 июля 1917, Альсено, Пьяченца, Эмилия-Романья, Королевство Италия — 8 ноября 2014, Альсено, там же, Итальянская Республика) — итальянский лётчик-истребитель, участник Второй мировой войны, кавалер Золотой и двух Бронзовых медалей «За воинскую доблесть», Железного креста I и II классов.

## Биография

### Молодые годы
Луиджи Горрини родился 12 июля 1917 года в городе Альсено в провинции Пьяченца. В юности увлекался мотоциклами, затем самолётами. В 1937 году вступил в ряды Королевских военно-воздушных сил Италии. После прохождения лётного курса в профессиональной школе в Кастильоне-дель-Лаго был определён в 3-е крыло, а затем во 2-ю воздушную дивизию «Северный ветер», базировавшуюся на аэродроме в Мирафьори. В феврале 1939 года получил лицензию пилота, и 5 мая совершил свой первый полёт на «Fiat CR.32». 17 июня в звании сержанта-пилота был определён в 85-ю эскадрилью в составе 18-й авиационной группы. 8 ноября Горрини совершил свой первый полёт на «Fiat CR.42 Falco» с авиабазы Мондовис в Кунео. Он служил в этом подразделении до перемирия с союзниками 8 сентября 1943 года, после чего вступил в ряды Национальной республиканской авиации, где служил почти до конца Второй мировой войны.

### Вторая мировая война

#### Европа
В 1940 году Горрини вместе со своим подразделением участвовал во Французской кампании, а позже в битве за Британию — в составе 50-го крыла, базировавшегося на базе «Сатурн» в Урселе в Бельгии. 1 октября он был произведён в сержант-майоры. 11 ноября принял участие в большом бою над Хариджом. Горрини выступил против французских «Dewoitine D.520», и как признался позднее, сомневался, что в том сражении сможет сбить вражеский самолёт.

#### Северная Африка и Греция

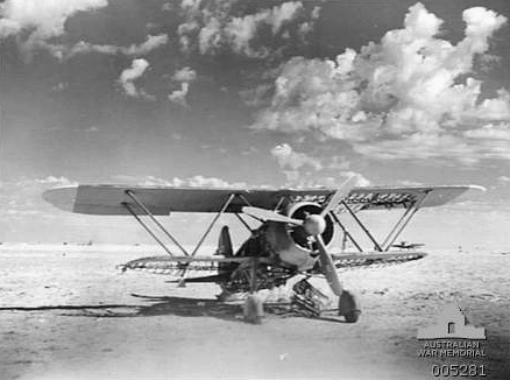
«Fiat CR.42 Falco» в Ливии, 1940 год.

В январе 1941 года Луиджи Горрини вернулся в Италию и сразу был командирован в Северную Африку в составе 18-й авиационной группы 85-й эскадрильи. 16 апреля в бою над Дерной в Киренаике (нынешняя Ливия), он на своём «Fiat CR.42 Falco» атаковал два «Bristol Beaufighter» и сбил один из них, что стало его первой победой, на которую он потратил около 1100 патронов. 29 мая у Коэфии во время подхода на Бенгази, Горрини перехватил два бомбардировщика «Bristol Blenheim», сбил один из них, который упал недалеко от города в море; другому удалось спастись, потому что у самолёта Горрини заклинило оба пулемёта. Через час, в 15 километрах от Бенгази, было обнаружено ещё два самолёта «Blenheim», один из которых был сбит лётчиком, а другой смог улететь, в то время как, по непроверенным данным, в 15 милях Горрини сбил ещё один «Blenheim» и повредил другой. За этот бой он был удостоен Бронзовой медали «За воинскую доблесть».
29 июня сержант Горрини вылетел из Бенгази для патрулирования судов, гавани и города на высоте в 8100 метров над уровнем моря. Будучи осведомлённым о наличии противника в воздухе, он начал преследовать несколько «Blenheim», но из-за отсутствия кислорода потерял сознание, однако смог приземлиться, истратив 1375 патронов. Вернувшись в своё подразделение, прошёл лётную подготовку и пересел на новые «Fiat G.50» и «Macchi C.200 Saetta». Зимой 1941—1942 годов сопровождал конвои между Италией и Грецией. В период зимнего отступления 1942—1943 годов, 2 января на своём «Macchi C.202 Folgore» Горрини сбил «Curtiss P-40 Warhawk» к западу от Сирта, а также повредил «Blenheim» над Тунисом. Девять дней спустя, 11 января, в рейсе сопровождения с другими пилотами из 3-го крыла 200 истребителей-бомбардировщиков для налёта на британские аэродромы в области Уади-Тамет, Горрини сбил один «Supermarine Spitfire» и повредил ещё один из 92-го эскадрона, за штурвалом которого находился британский ас Невилл Дюк. В этом бою погибли двое товарищей Горрини, несколько попали в плен, перед этим успев уничтожить британские самолёты, стоявшие на аэродроме. Он вспоминал: «В прошлом, с „Macchi 202“ мы могли конкурировать и имели преимущество. Но когда, во время наступления союзников, они бросили на нас укомплектованные „Р-40“ и „Spitfire“, даже эта машина не могла сделать больше своих возможностей. „Spit“ был „очень трудной костью“… в нём было много пулеметов, а также два 20 мм орудия, и он был быстрее. „202“ уступал ему в скорости и вооружении».
В начале апреля его подразделение было выведено из Туниса, и в конце марта 1943 года он вернулся в Италию, где перестал летать из-за испортившегося зрения, но вскоре быстро наверстал упущенное время.

#### На защите Рима
Горрини участвовал в передислокации захваченных «Dewoitine D.520» с различных французских аэродромов и тулузских заводов в Италию, перебросив десятки машин. До февраля 1943 года у него уже были четыре подтвержденные победы и одна неподтвержденная, совершенная в начале лета 1943 года. После перевода в Италию, 85-я эскадрилья была переукомплектована «Macchi C.205 Veltro» и направлена на защиту Рима. Один из трёх «Veltro» в составе 3-го крыла был закреплён за Горрини, в то время как два других — за Франко Бордони и Гвидо Фиббья. Горрини утверждал, что в то лето сбил 11 самолётов противника.

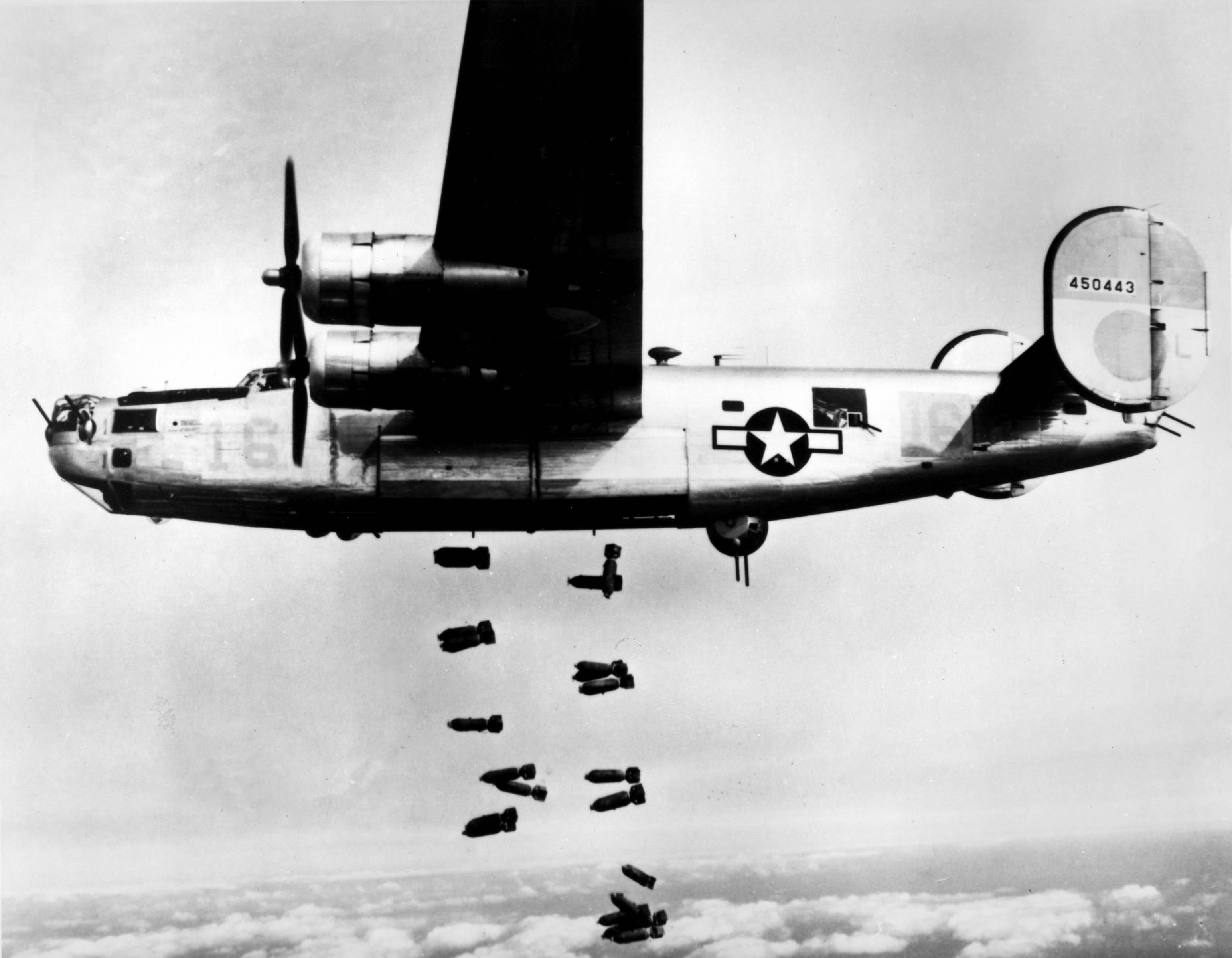
«Consolidated B-24 Liberator» во время сброса бомб

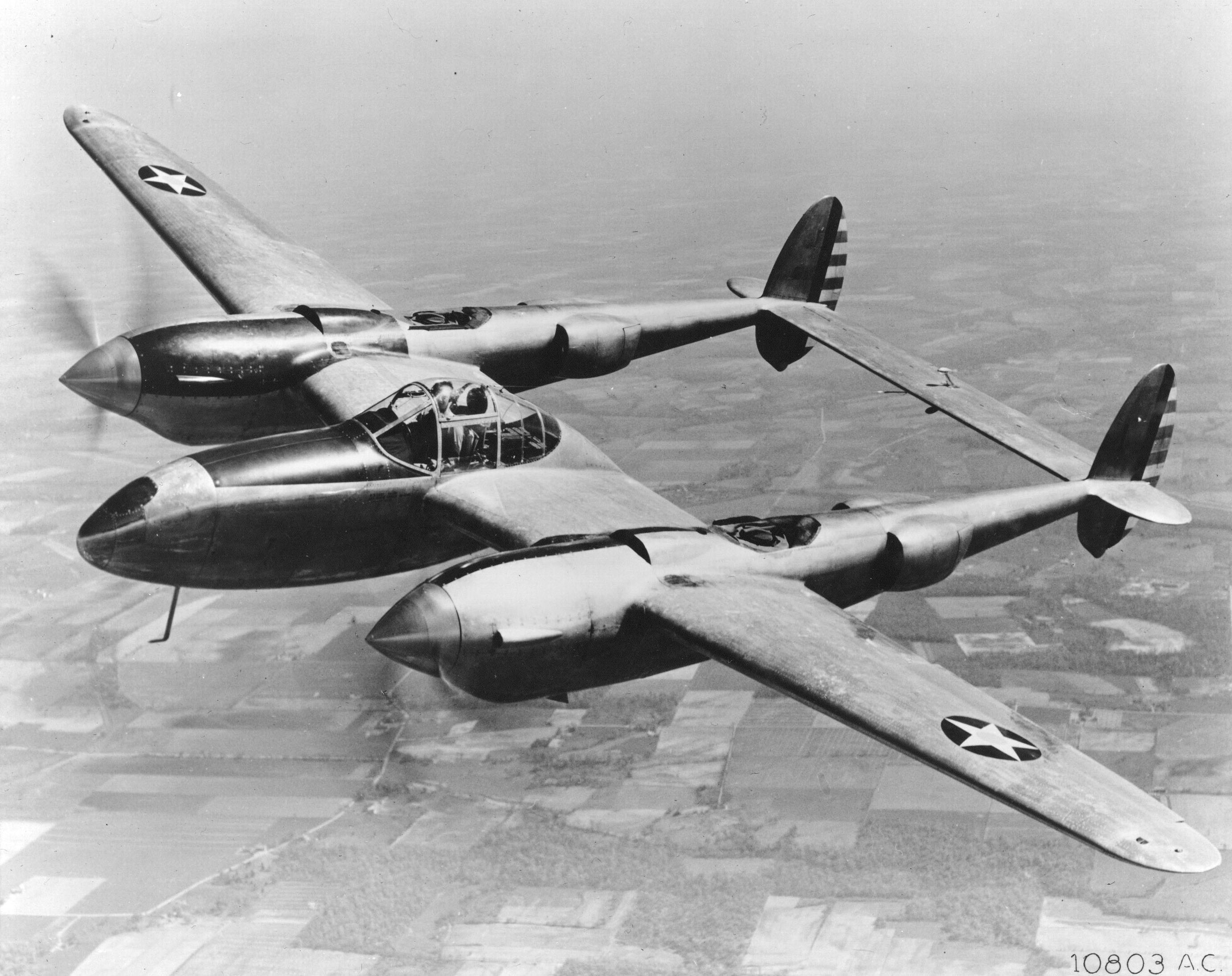
«Lockheed P-38 Lightning» в полёте

Серия воздушных побед Горрини началась 19 июля 1943 года — в день первого взрыва в истории Рима — когда он вместе с 37 другими пилотами 3-го крыла выступил против 930 бомбардировщиков и истребителей Военно-воздушными силами армии США, участвовавших в операции «Кросспойнт». В тот день, во время боевого вылета к западу от Рима, Горрини уничтожил четырёх-моторный бомбардировщик «Consolidated B-24 Liberator» и истребитель «Lockheed P-38 Lightning», повредив ещё один. По его словам, он сбил ещё и «B-17», упавший в районе между Сецце и Латторией. На следующий день, 20 июля, по его словам, он сбил другой «P-38» и один повредил. 25 июля был свергнут и арестован Бенито Муссолини, но эти события не оказали решающего влияния на моральное состояние членов ВВС. Как вспоминал Горрини: «Моральное состояние моего подразделения, 85-й эскадрильи, и моя личная готовность к бою остались высокими, несмотря на все превратности, перенесённые Италией, и в то время наше 3-е крыло было единственным по-прежнему полностью готовым к бою: большая часть членов ВВС не интересовалась политикой, а была влюблена в полёты с намерением защищать родную землю и если необходимо, отдать свою жизнь, в попытке остановить бомбардировки итальянских городов».
13 августа итальянские подразделения вылетели из Палидоро на перехват бомбардировщиков и истребителей 12-х ВВС, летевших на Рим. По утверждениям Горрини, в тот день он сбил «B-24» у побережья Остии в регионе Лацио, а 26 августа — «Spitfire». Во время второй вылазки против третьей волны бомбардировщиков, самолёт Горрини был атакован вражеским истребителем. Пилот был вынужден спрыгнуть с парашютом с высоты в 5 тысяч метров и остался невредимым. На следующий день, всё крыло поднялось на перехват бомбардировщиков, атаковавших Черветере. В одном бою Горрини на «Macchi C.205 Veltro» сбил два «Boeing B-17 Flying Fortress» и один «Lockheed P-38 Lightning» (сам он утверждал, что сбил два «B-24»). Одно крыло его самолёта было повреждено взрывом пушки, после чего он улетел обратно на свою базу для бессильной посадки. 29 августа, Горрини утверждал, что сбил два «Р-38» и ещё два повредил. 30 августа Горрини сбил ещё один «B-17» над Фраскати. 31 августа на «C.205V» в составе 85-й эскадрильи он вылетел с римского аэродрома Палидоро в направлении Неаполя для боя с вражескими бомбардировщиками. На 8500-метровой высоте, эскадрилья столкнулась с несколькими «Spitfires», из которых во время боя три было сбито, а пять повреждено. Горрини сбил один «Spitfires», ставший его 15 победой в воздухе, а также повредил «P-38», но его самолёт сильно пострадал от пулеметного огня. Пилот совершил вынужденную посадку на родном аэродроме, и будучи тяжело раненым, был госпитализирован. 8 сентября 1943 года Италия капитулировала перед союзниками. За три года боевой службы Горрини принял участие в 132 воздушных боях, одержал 15 подтвержденных воздушных побед, был дважды ранен, совершил аварийную посадку, один раз катапультировался, несколько раз был упомянут в депешах и два раза награждён.

#### На службе у Республики Сало

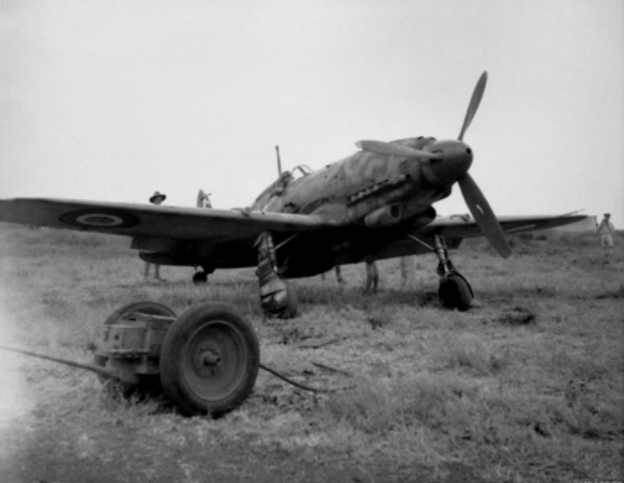
«Macchi C.205 Veltro», 1943 год

12 октября 1943 года подполковник Эрнесто Ботто, недавно назначенный унтер-секретарём Национальной авиации самопровозглашённой Итальянской социальной республики, обратился по радио к лётчикам, призвав их воссоединиться в бою против англо-американских войск «бок о бок» с «моими немецкими друзьями», с целью «как можно большей защиты северных итальянских городов от беспорядочных бомбардировок». Горрини последовал его совету и 23 декабря вступил в Национальную авиацию, получив назначение в 1-ю авиационную группу 1-й эскадрильи и продолжил летать на «MC.205». В это время, данное подразделение находилось под командованием Адриано Висконти и было размещено на аэродроме «Лагнаско» в Кунео. Горрини прибыл на базу и был признан годным к военной службе.
30 января 1944 года, по его утверждениям, он сбил «Р-47», находившийся в составе сил союзников, бомбивших базы авиации в Удине, а на следующий день — над Комаккьо подбил «Р-38». 11 марта он заявил о том, что сбил «B-17», а 6 апреля — «P-47», достигнув 19 побед. 25 мая он повредил «B-17», а 15 июня сам был сбит и тяжело ранен в воздушном бою с «P-47 Thunderbolts», потеряв сознание, Горрини был госпитализирован. Во время пребывания в Нацавиации, он сражался на «Fiat G.55 Centauro» и «Macchi C.205 Veltro». Будучи дважды раненым, больше не сел за штурвал самолёта на Второй мировой войне, и через несколько десятилетий, подвёл итоги своей карьеры пилота такими словами:

Мы сожгли нашу молодость, но подчинились. Наши павшие — свидетели нашей веры, наших страданий, нашего кредо. В этой группе я провёл ранние годы своей юности, живя тогда в другом измерении. 212 боев, 24 индивидуальные воздушные победы, 5 прыжков с парашютом. Это то, что сделано мной для блага Италии.
Оригинальный текст (итал.)Bruciammo la nostra giovinezza ma obbedimmo. I nostri caduti sono testimoni della nostra fede, della nostra passione, del nostro credo. A questo Gruppo, ho dato gli anni verdi della mia giovinezza che allora si viveva in un'altra dimensione. 212 combattimenti, 24 vittorie aeree individuali, 5 lanci con il paracadute. Cose che rifarei per un'Italia migliore.

### После войны
После окончания войны, Горрини был зачислен в недавно сформированные ВВС Италии, но по требованию союзников он был принят на службу в чине уоррент-офицера. Его последним подразделением перед увольнением было 50-е крыло. 29 сентября 1969 года Горрини в звании сержант-майора подал в отставку с военной службы. После этого он несколько лет занимал пост президента Ассоциации армейской авиации.
2 июня 1979 года Луиджи Горрини стал Командором Ордена «За заслуги перед Итальянской Республикой», 2 июня 1983 года — Великим офицером, 27 декабря 1991 года — Кавалером Большого креста.
7 июля 2011 года присутствовал на передаче командования 50-м крылом новому командиру. В последние годы он проживал в родном городе Альсено. Горрини не жалел о своём участии в войне и переходе на сторону республиканцев, составляющих основу фашистского режима Итальянской социальной республики. Он говорил: «То, что я сделал для Республики, я готов сделать снова, потому что был убежден, что та сторона была правой. У нас не было какой-либо партии, мы защищали итальянские города от бомбардировок „освободителей“, наши дома и нашу честь». В интервью он признавался, что был близким другом немецкого капитана Эдуарда Ноймана.

### Смерть
Луиджи Горрини скончался 8 ноября 2014 года в возрасте 97 лет в Альсено.
Президент Италии Джорджо Наполитано, услышав новость о его смерти, «выразил соболезнования семье, вспомнив храброго лётчика, служившего стране с честью и самопожертвованием», и подчеркнул «преданность и чувство долга Луиджи Горрини». Друг Горрини и член Палаты депутатов Италии Томмазо Фоти предложил присвоить авиабазе в Пьяченце его имя.
По желанию Горрини, похороны прошли в частном порядке в церкви Святого Власия в Кастельнуово-Фоглиани, в коммуне Альсено, в присутствии военных и гражданских лиц. Похоронен он был рядом с женой Луизой, умершей в июне 2013 года после 60 лет совместной жизни.

## Память
28 ноября 2014 года в Доме офицеров 50-го крыла в Пьяченце прошла презентация книги «Королевские ВВС Италии в битве за Британию» (итал. La Regia Aeronautica nella Battaglia d’Inghilterra), предисловие к которой посвящено Луиджи Горрини.

## Награды
За время военной службы Луиджи Горрини был награждён двумя Бронзовыми медалями «За воинскую доблесть» и Железными крестами I и II классов.
28 января 1958 года президент Италии наградил Горрини Золотой медалью «За воинскую доблесть». Он стал единственным пилотом, удостоенным высшей военной награды Италии, очевидно, за достижения, совершённые до сентябрьского перемирия.

### Основание для награждения Золотой медалью «За воинскую доблесть»
Отважный ас, уже награждённый за два сбитых самолёта противника, вновь проявивший исключительные качества неукротимого истребителя, атакуя врага всегда и везде. В 132 воздушных боях беспощадным огнём своего оружия сбил множество тяжёлых бомбардировщиков, а серьёзно повредил ещё больше, пока в свою очередь не был сбит. Выжив на парашюте, обожжённый, но не укрощённый, вновь с неистощимой смелостью бросался на противника, продолжая добиваться блестящих результатов в уничтожении и повреждении других самолётов. Несравненный пример мужества и преданности Родине. — Cielo Dell’A.S.I. — Египет — Греция — Италия, 3 июня 1941 — 31 августа 1943.
Оригинальный текст (итал.)Audacissimo cacciatore del cielo, già distintosi per l’abbattimento di due aerei avversari, faceva rifulgere ancora le sue eccezionali qualità di combattente indomito, attaccando sempre e dovunque il nemico. In 132 combattimenti aerei col fuoco inesorabile delle sue armi abbatteva numerosi grossi bombardieri e ne colpiva efficacemente un numero ancora maggiore, prima di essere a sua volta abbattuto. Salvatosi col paracadute, ustionato ma non domo, tornava con coraggio inesauribile ad avventarsi contro l’avversario continuando a conseguire brillanti successi con l’abbattimento e il danneggiamento di altri aerei. Ineguagliabile esempio di ardimento e di dedizione alla Patria. — Cielo dell’A.S.I. - Egitto - Grecia - Italia, 3 giugno 1941 - 31 agosto 1943.